# Ien Lucas
Ien Lucas (Echt, 1955) is een Nederlands beeldend kunstenaar.
Ien Lucas maakt abstracte schilderijen met acrylverf en diverse materialen die nauw verwant zijn aan de schilderkunst. Kenmerkend is haar breed georiënteerde onderzoek op klein formaat in series die ‘notities’ worden genoemd en die aanleiding kunnen geven om op grote formaten te worden uitgewerkt.

## Opleiding
- De Academie voor Beeldende Vorming, Tilburg
- Jan van Eyck Academie, Maastricht
- Banff Art Centre, Banff, Canada

Ien Lucas was een leerling van onder anderen René Daniëls en Jan Dibbets. Tijdens haar opleidingen heeft ze zich behalve op schilderen ook toegelegd op textiele vormgeving en experimentele grafische technieken. In haar werk maakt ze gevarieerd gebruik van diverse technieken en materialen. Haar schilderijen zijn veelal zonder titel, maar soms ook krijgen hele series één associatieve of beschrijvende titel die relateert aan de werkwijze waarmee de serie tot stand is gekomen.

## Werk
Na haar kunstopleiding werd Ien Lucas gepresenteerd door galerie Lambert Tegenbosch, Heusden aan de Maas. “Dat is het vreemde van abstracte kunst, maar tegelijkertijd ook zijn bestaansgrond: de betekenis van een kunstwerk ligt blijkbaar niet in de voorstelling, die ligt in zijn vorm, en een vorm zonder relatie met de overigens waarneembare wereld, kan betekenende vorm zijn” schreef Lambert Tegenbosch over Lucas' werk.
Haar kunst is vertegenwoordigd in de collecties van bedrijven, instellingen en musea waaronder het Bonnefantenmuseum Maastricht en het Stedelijk Museum in Roermond, de ministeries van Binnenlandse Zaken en Buitenlandse Zaken, het ABP in Heerlen, DSM Geleen, LUMC Leiden, APG en in diverse particuliere en bedrijfscollecties in binnen- en buitenland. Ook heeft ze in opdracht van het Ministerie van Buitenlandse Zaken gezandstraalde glaswanden in de kanselarij van Guangzhou en Shanghai ontworpen en in opdracht van 'Concepts and Images' enkele grote glasfusionramen voor het uitvaartcentrum Nedermaas in Geleen.
In 2014 werd haar werk getoond in 'Beating around the bush', een dialogische presentatie van de collectie hedendaagse kunst van het Bonnefantenmuseum in Maastricht.
Ien Lucas woont en werkt in twee bijgebouwen van het trappistenklooster abdij Lilbosch in Echt.